# Магічний ніж
Магі́чний ніж (англ. The Subtle Knife) — друга книга трилогії «Темні матерії» Філіпа Пуллмана. Ця книга, як і «Північне Сяйво», — дивовижна казка — для дітей і дорослих, яка починається з обіцянок, а закінчується цілим Всесвітом. Роман вийшов в 1997 році.

## Сюжет
Головна героїня — Ліра — перетинає кордон світів і опиняється в Англії кінця XX століття, де знайомиться з Віллом, якому 12 років. Він змушений був учинити злочин. В порятунку від переслідування, повний рішучості дізнатися правду про зниклого багато років тому батька, він випадково потрапляє до Чіттагацце — дивного міста покинутих дітей. У загадковому Чіттагацце Ліру і Вілла чекають небезпечні пригоди, привиди, що пожирають душі дорослих і не чіпають дітей, відьми і ангели. Тут вони знаходять і втрачають близьких і коханих людей, тут же Вілл стає охоронцем Магічного ножа, що вирізає вікна до чужих світів. Ліра і Вілл прийшли в цей світ різними дорогами, у них різні цілі, але їх об'єднує велике призначення.

## Екранізація
У 2007 році вийшла екранізація роману Північне сяйво під назвою «Золотий компас». Фільм був нещадно розкритикований критиками та прихильниками книжок, тож наступні два томи так і не було адаптовано у фільмовій формі.
У 2019 році стартував перший сезон серіалу Піраньї тьми, який, за задумом, стане екранізацією усієї трилогії.

## Переклади українською
- Філіп Пуллман. Магічний ніж. Переклад з англійської: Сергія Савченко. Харків: КСД, 2004. 352 стор. ISBN 966-8511-39-5
- Філіп Пулман. Магічний ніж. Переклад з англійської: Микола Байдюк. Київ: Nebo BookLab Publishing, 2020. 416 стор. ISBN 978-617-7537-88-4

Видання у КСД пережило чотири передруки: у 2005, 2006, 2007 і 2008 роках.